# Kop-hals-rompboerderij (Midlum)

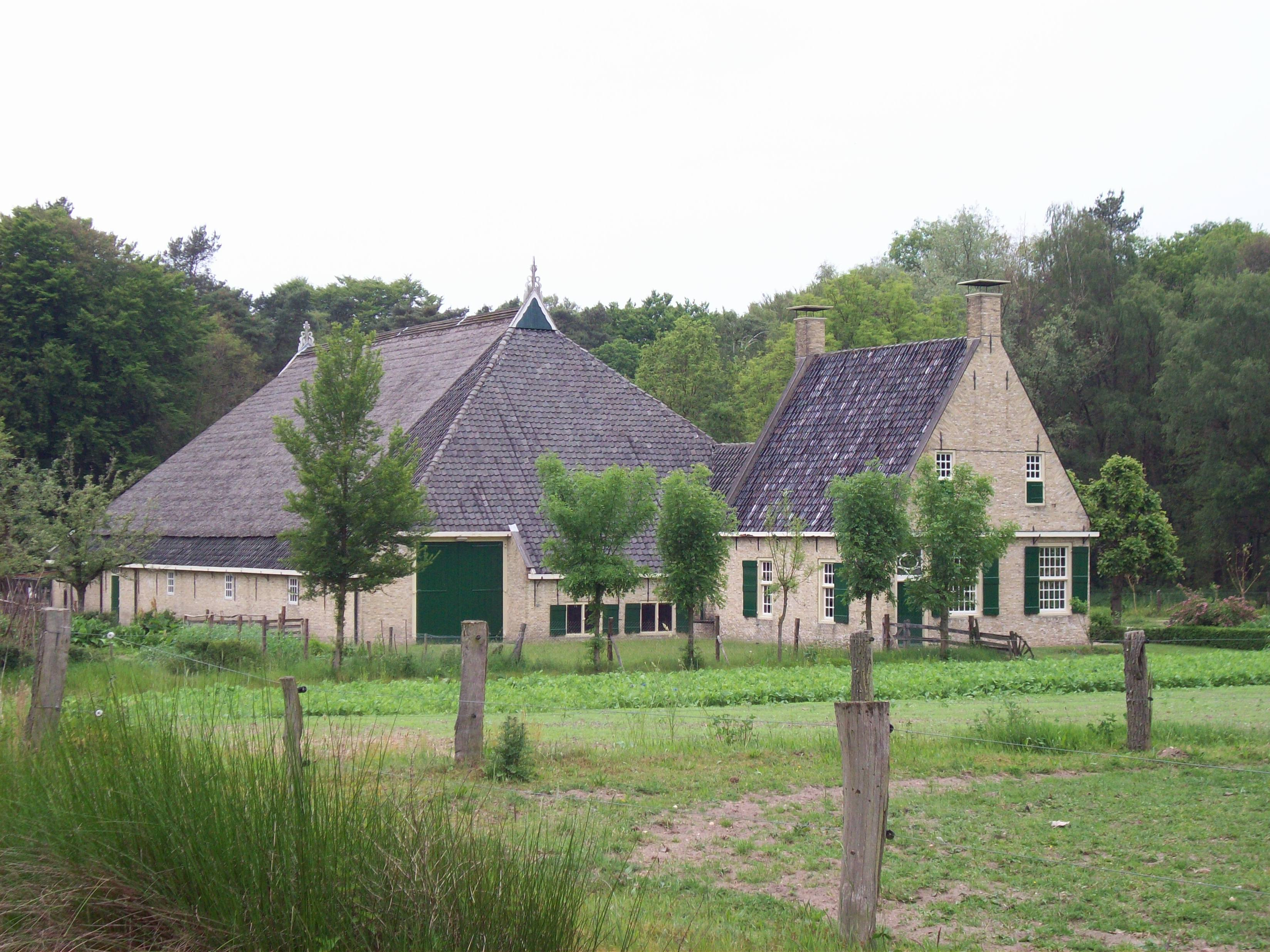
De boerderij in het Nederlands Openluchtmuseum

De Kop-hals-rompboerderij uit het Friese dorp Midlum is een voormalige kop-hals-rompboerderij die tegenwoordig te bezichtigen is in het Nederlands Openluchtmuseum in Arnhem.

## Geschiedenis
De boerderij werd rond de 17e eeuw gebouwd in Midlum. Omstreeks 1963 werd ze afgebroken en in haar geheel naar het Nederlands Openluchtmuseum in Arnhem overgebracht. Daar werd de boerderij tussen 1963 en 1968 weer opgebouwd.
In het museum is de boerderij in 19e-eeuwse stijl ingericht. De grote schuur wordt als filmruimte gebruikt. De bovenverdieping van de boerderij is niet te bezichtigen.